# Robert Visser

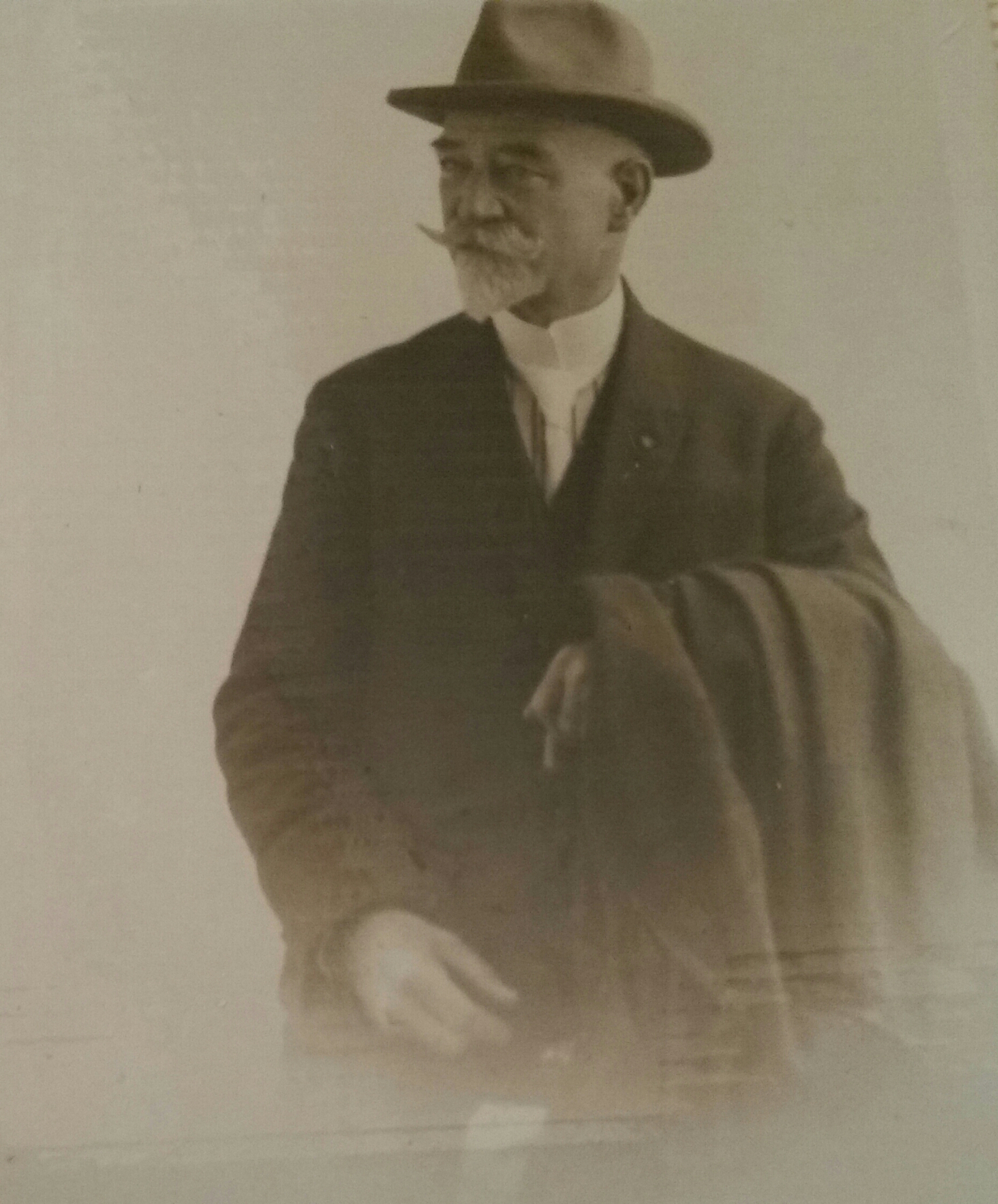
Robert Visser

Carl Friedrich Wilhelm Robert Visser, född 2 december 1860 i Düsseldorf, död  19 november 1937, var en tysk handelsman, verksam på Loangokusten i nuvarande Kongo-Brazzaville och den Angolska enklaven Kabinda.

## Biografi
Robert Visser var det femte barnet i en katolsk familj. Han ville bli sjökapten och mönstrade i sin ungdom på en ångbåt i Rotterdam som gick till Ryssland. Han deltog sedan i en vetenskaplig expedition till Brasilien. Under åren 1882 till 1904 var han anställd som plantageföreståndare i Afrika av det holländska handelsbolaget Nieuwe Afrikaansche Handelsvennootschap, bland annat i Cayo, Franska Kongo, från 1882 till åtminstone 1899, i fristaten Kongo 1901 och i Chiloango, portugisiska Kongo från 1902 till 1904. 
Under sin tid i Afrika samlade han in etnografika åt museer i Leipzig, Berlin, Stuttgart, Detroit och Chicago. Framför allt förknippas hans namn med kraftladdade föremål, så kallade nkisi (minkisi i plural). Visser var även en flitig fotograf och flera av hans bilder förekommer på vykort från tiden kring sekelskiftet i Kongo.
I april 1904 återvände han till Tyskland och gifte sig med Selma Schobbenhaus. De fick en dotter, Sieglinde.

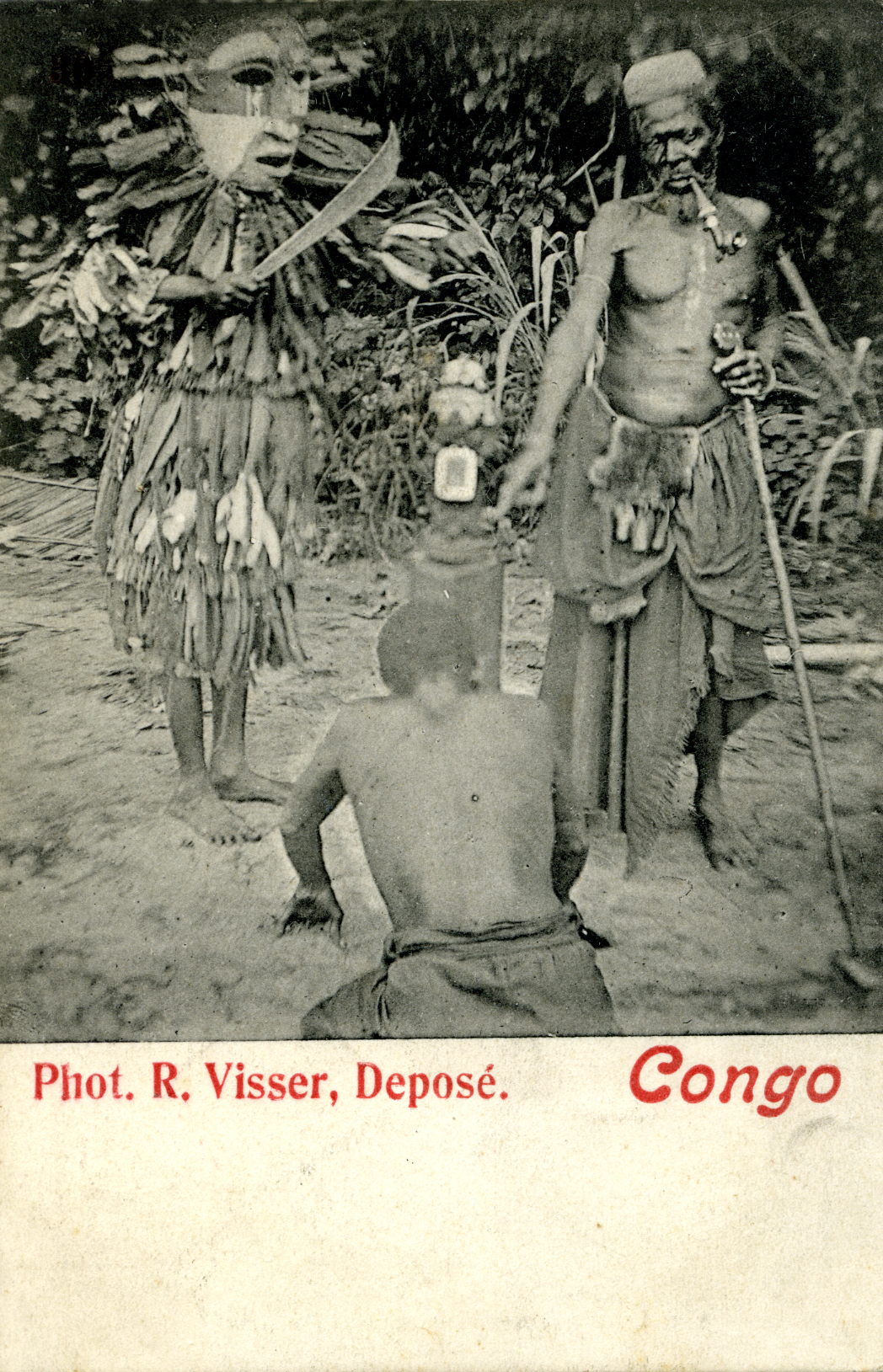
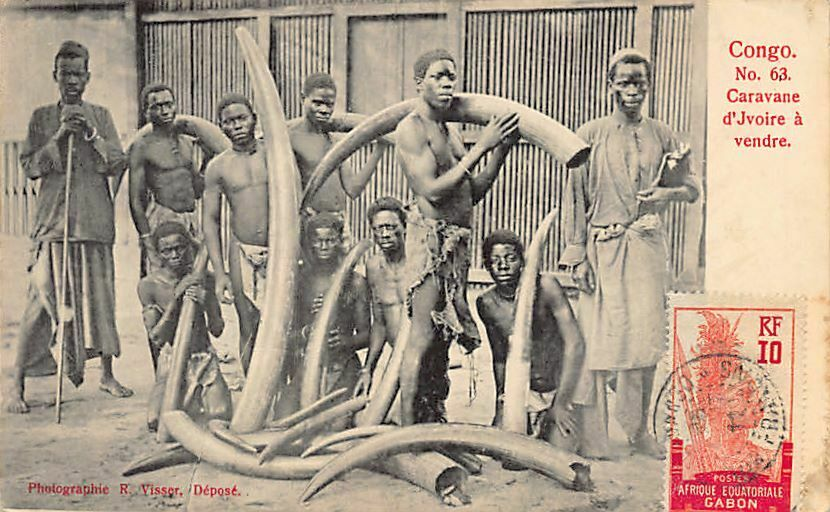
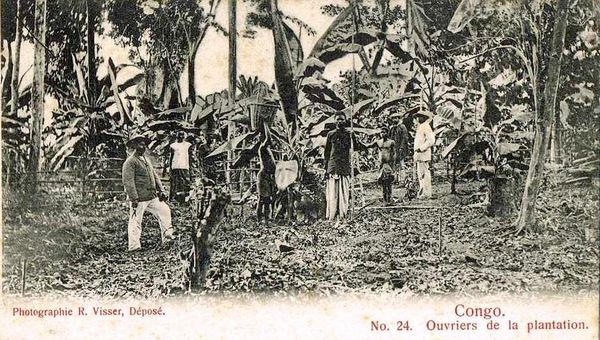
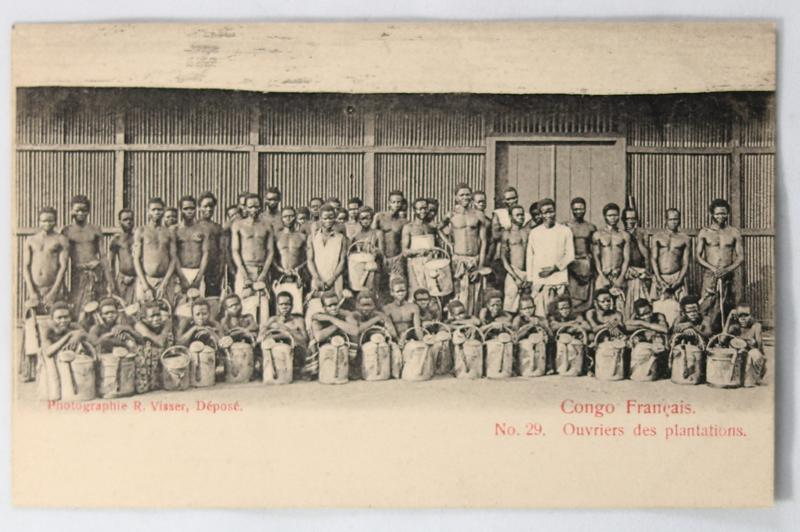